# Leslie Ernenwein
Leslie Ernenwein, född 1900, död 1961, var en amerikansk författare främst känd för western-romaner.

## Biografi
Ernenwein bedöms ha skrivit mer än 25 romaner och mer än 130 noveller. Han var även journalist hos Tucson Daily Citizen.
1956 vann Ernenwein en Spur Award med High gun för bästa roman. I likhet med flera andra av Ernenweins böcker utgavs den i svensk översättning av Kometförlaget.